# Bộ Quốc phòng (Trung Quốc)
Bộ Quốc phòng Trung Quốc (tiếng Trung: 中华人民共和国国防部, bính âm: Zhōnghuá Rénmín Gònghéguó Guófángbù, phiên âm Hán-Việt: Trung Hoa Nhân dân Cộng hòa quốc Quốc phòng bộ) là cơ quan quản lý nhà nước trên lĩnh vực quân sự của Cộng hòa Nhân dân Trung Hoa, đây là một cơ quan hành chính nhà nước, trực thuộc Quốc vụ viện và do Bộ trưởng Bộ Quốc phòng lãnh đạo. Bộ Quốc phòng không phải là cơ quan chỉ huy của Quân Giải phóng Nhân dân Trung Quốc. Trách nhiệm đó thuộc Quân ủy Trung ương Trung Quốc.

## Lãnh đạo hiện nay
- Bộ trưởngː Đô Đốc Đổng Quân

## Tổ chức hiện nay
Từ ngày 11 tháng 1 năm 2016, tổ chức lãnh đạo của Quân đội Giải phóng Nhân dân Trung Quốc được cải tổ lại, các cơ quan trực thuộc Bộ Quốc phòng được điều chuyển về trực thuộc Quân ủy Trung ương. Đối với Quân ủy Trung ương vẫn giữ cơ cấu như hiện nay (gồm: Chủ tịch, 2 Phó Chủ tịch và 8 ủy viên). Chủ tịch Quân ủy Trung ương có quyền chỉ huy tối cao và tuyệt đối, thông qua Bộ Tham mưu Liên hợp - cơ quan chỉ huy tác chiến của 5 chiến khu, 5 quân chủng thực hiện nhiệm vụ tác chiến liên hợp và xây dựng lực lượng. Tuy nhiên, thay đổi lớn nhất trong Quân ủy Trung ương là 4 cơ quan trực thuộc trước đây, gồm: Bộ Tổng Tham mưu, Tổng cục Chính trị, Tổng cục Hậu cần và Tổng cục Trang bị được cơ cấu lại thành 15 đơn vị trực thuộc Quân ủy trung ương, bao gồm 7 cục/văn phòng, 3 ủy ban, 5 cơ quan trực thuộcː

## Bộ trưởng qua các thời kỳ
| STT    | Tên                           | Bắt đầu              | Kết thúc             |
| ------ | ----------------------------- | -------------------- | -------------------- |
| 1      | Nguyên soái Bành Đức Hoài     | tháng 9 năm 1954     | tháng 4 năm 1959     |
| 2      | Nguyên soái Lâm Bưu           | tháng 4 năm 1959     | tháng 9 năm 1971     |
| khuyết |                               |                      |                      |
| 3      | Nguyên soái Diệp Kiếm Anh     | tháng 1 năm 1975     | tháng 3 năm 1978     |
| 4      | Nguyên soái Từ Hướng Tiền     | tháng 3 năm 1978     | tháng 3 năm 1981     |
| 5      | Cảnh Tiêu                     | tháng 3 năm 1981     | tháng 6 năm 1983     |
| 6      | Thượng tướng Trương Ái Bình   | tháng 6 năm 1983     | tháng 3 năm 1988     |
| 7      | Thượng tướng Tần Cơ Vĩ        | tháng 3 năm 1988     | tháng 3 năm 1993     |
| 8      | Thượng tướng Trì Hạo Điền     | tháng 3 năm 1993     | tháng 3 năm 2003     |
| 9      | Thượng tướng Tào Cương Xuyên  | tháng 3 năm 2003     | 17 tháng 3 năm 2008  |
| 10     | Thượng tướng Lương Quang Liệt | 17 tháng 3 năm 2008  | 16 tháng 3 năm 2013  |
| 11     | Thượng tướng Thường Vạn Toàn  | 16 tháng 3 năm 2013  | 19 tháng 3 năm 2018  |
| 12     | Thượng tướng Ngụy Phượng Hòa  | 19 tháng 3 năm 2018  | 12 tháng 3 năm 2023  |
| 13     | Thượng tướng Lý Thượng Phúc   | 12 tháng 3 năm 2023  | 29 tháng 12 năm 2023 |
| 14     | Thượng tướng Đổng Quân        | 29 tháng 12 năm 2023 | đương nhiệm          |